# 剛果燈鱂
剛果燈鱂，為輻鰭魚綱鯉齒目鯉齒亞目花鳉科的其中一種，分布於非洲剛果民主共和國東南部的Lualaba河、Mabwe河、Upemba湖流域，體長可達4公分，屬肉食性，棲息在植被生長的溪流、湖泊，生活習性不明，可做為觀賞魚。

## 擴展閱讀
維基物種上的相關：剛果燈鱂